# Patricia Majluf
Patricia Majluf Chiok (geb. 12. Mai 1958) ist eine peruanische Biologin, Zoologin, Forscherin und Naturschützerin. Sie gründete 2006 das Center for Environmental Sustainability (CSA) an der privaten Universität Cayetano Heredia (spanisch Universidad Peruana Cayetano Heredia UPCH) in Lima. Derzeit ist sie in Peru Vizepräsidentin von Oceana, einer gemeinnützigen Organisation, die sich für den Schutz der Ozeane einsetzt.
Während der Regierung von Ollanta Humala bekleidete sie kurzzeitig das Amt der Vizeministerin für Fischerei, das sie am 25. Februar 2012 antrat. Wenige Monate später, am 3. Mai 2012, reichte sie ihren unwiderruflichen Rücktritt von diesem Amt ein, da er „unzufrieden mit der Verwaltung des Fischereisektors“ unter der Leitung des damaligen peruanischen Produktionsministers José Urquizo Maggia war.

## Leben
Majluf erwarb 1980 einen Bachelor of Science, 1981 einen Abschluss in Meeresbiologie an der Universität Cayetano Heredia und 1988 promovierte sie zum Ph.D. in Zoologie an der Universität Cambridge.
Ab 1982 leitete sie das am längsten laufende Forschungsprogramm vor der Küste Perus, in dem die Auswirkungen von El Niño und der Fischerei auf die Populationen von Meerestieren untersucht werden. Seit 1996 leitete sie die Bemühungen zum Schutz der Meere in Peru, indem sie die Einrichtung von Meeresschutzgebieten fördert und die Öffentlichkeit für die weitreichenden ökologischen und sozioökonomischen Auswirkungen der industriellen Fischerei auf die Peruanische Sardelle (Engraulis ringens) und andere extraktive Industrien im Auftriebssystem des Humboldtstroms sensibilisiert.
Im Jahr 2006 rief sie die Anchoveta-Woche ins Leben, um den nationalen Verzehr dieser Art zu fördern und ihre ökologische Rolle im Ökosystem des Humboldtstroms sichtbar zu machen. Die Kampagne, die in Zusammenarbeit mit peruanischen Köchen und Restaurants durchgeführt wurde, führte zu einem Anstieg des Verzehrs von 10.000 Tonnen im Jahr 2006 auf 190.000 Tonnen im Jahr 2012.
Das Center for Environmental Sustainability (CSA), eine von Majluf geleitete Einrichtung, erhielt 2012 von der BBVA Foundation einen der Preise für die Erhaltung der biologischen Vielfalt, eine Auszeichnung, mit der Bemühungen um die Erhaltung der biologischen Vielfalt in Lateinamerika gewürdigt werden.
Im Jahr 2012 wurde sie mit dem Pew Fellowship in Meeresschutz ausgezeichnet, um ein Projekt durchzuführen, dessen Ziel es war, den industriellen Fischfang von Sardellen zur Herstellung von Fischmehl und Fischöl zu reduzieren und den direkten menschlichen Verzehr zu erhöhen.

## Auszeichnungen und Anerkennungen
- 2006: Whitley Gold Award for Coastal and Marine Conservation.[13]
- 2007: Guggenheim-Stipendium[14]
- 2012: Pew Fellowship in Marine Conservation, verliehen von der Pew Environment Group in Washington, D.C.[15]
- 2013: Medaille für Verdienste und Leistungen der Universität Cayetano Heredia.[16]